# ラスト・ナイツ
『ラスト・ナイツ』（原題: Last Knights）は、2015年製作のアメリカ合衆国の映画。
『忠臣蔵』を封建的な帝国に舞台を置き換え、騎士たちが活躍する映画に仕上げた作品で、紀里谷和明のハリウッド初進出作品である。PG12指定。

## ストーリー
混沌の時代を経て建国された帝国では、規律と忠誠を重んじる騎士に代わり私欲を求める人間が台頭していた。古い騎士道を重んじるバルトーク卿は、私腹を肥やすギザ・モット大臣によって都に呼び出される。暗に賄賂を要求されたバルトーク卿は儀礼的な献上品を贈るだけで、ギザ・モットの要求を拒否する。侮辱されたと思い込んだギザ・モットは、権勢を誇示するためバルトーク卿を宝物庫に呼び出すが、逆にバルトーク卿に政治姿勢を非難される。しかし、老齢のバルトーク卿は発作を起こして倒れ、ギザ・モットによって杖で打ち据えられ、これに対し刀で反撃したため反逆罪に問われてしまう。裁きの場でギザ・モットと彼を重用する皇帝を批判したバルトーク卿に対し、皇帝はバルトーク家の廃絶を決定する。さらに、ギザ・モットは決定に異議を唱えたバルトーク騎士団のライデン隊長にバルトーク卿を処刑するように皇帝に進言する。躊躇うライデンに対し、バルトーク卿は「騎士の掟を守れ」と命令し、ライデンは泣く泣くバルトーク卿を処刑する。処刑後、バルトーク一族は領土を追われ、騎士団も解散するが、復讐を恐れたギザ・モットはライデンを監視するようにイトー隊長に命令する。
1年後、かつてのバルトーク騎士団の面々は都で新しい生活を営んでいたが、ライデンだけは新しい生活を送ろうとせず、酒と女に溺れる日々を過ごしていたため、かつての部下や妻からも愛想を尽かされていた。一方、復讐の恐怖に獲り付かれたギザ・モットは他人を信用しなくなり、自身の館を要塞化し義父のオーギュスト卿を脅迫して護衛の兵士を供出させていたが、首相の死に伴い新首相に任命されると、皇帝から「自分よりも過剰な警備をするな」と命令されてしまう。ギザ・モットはライデンを殺すように命令するが、監視を続けるイトーから、ライデンがバルトーク卿から託された刀を売り払ったこと、娼婦にされたバルトーク卿の娘に関心を示さなかったことを根拠に「復讐されることはあり得ない」と断言する。それを聞いたギザ・モットは館の要塞化が完了したこともあり、ライデンの監視を止め、増強していた兵士もオーギュスト卿に返還する。
監視の解けたライデンは部下たちの元に向かい、ギザ・モットの館を襲撃することを告げる。ギザ・モットへの復讐を果たすため、自堕落な人間を演じ部下との接触も最小限に控えて監視を欺いていたライデンは、元副官コルテスが取り戻したバルトーク卿の刀を手に、ギザ・モットの館を襲撃する。職人に扮してギザ・モットの館に出入りしていた部下からの情報と、バルトーク卿の親友だったオーギュスト卿の協力を得たライデンたちは、多くの同志の犠牲を払いイトー率いるギザ・モット騎士団を討ち破り、ライデンはギザ・モットを討ち取りバルトーク卿の復讐を果たす。国民はライデンたちを「帝国の失われた誇りを取り戻させた」として英雄視したため、処置に苦慮した皇帝は諸侯を集め意見を求め、オーギュスト卿の意見を採用する。皇帝はライデンの部下たちを免罪し、ライデンのみに反逆罪で死刑を言い渡す。ライデンは部下たちに「騎士の掟を守り、バルトーク家を守れ」と言い残し皇帝の元に向かい、処刑の時を迎える。

## キャスト
※括弧内は日本語吹替

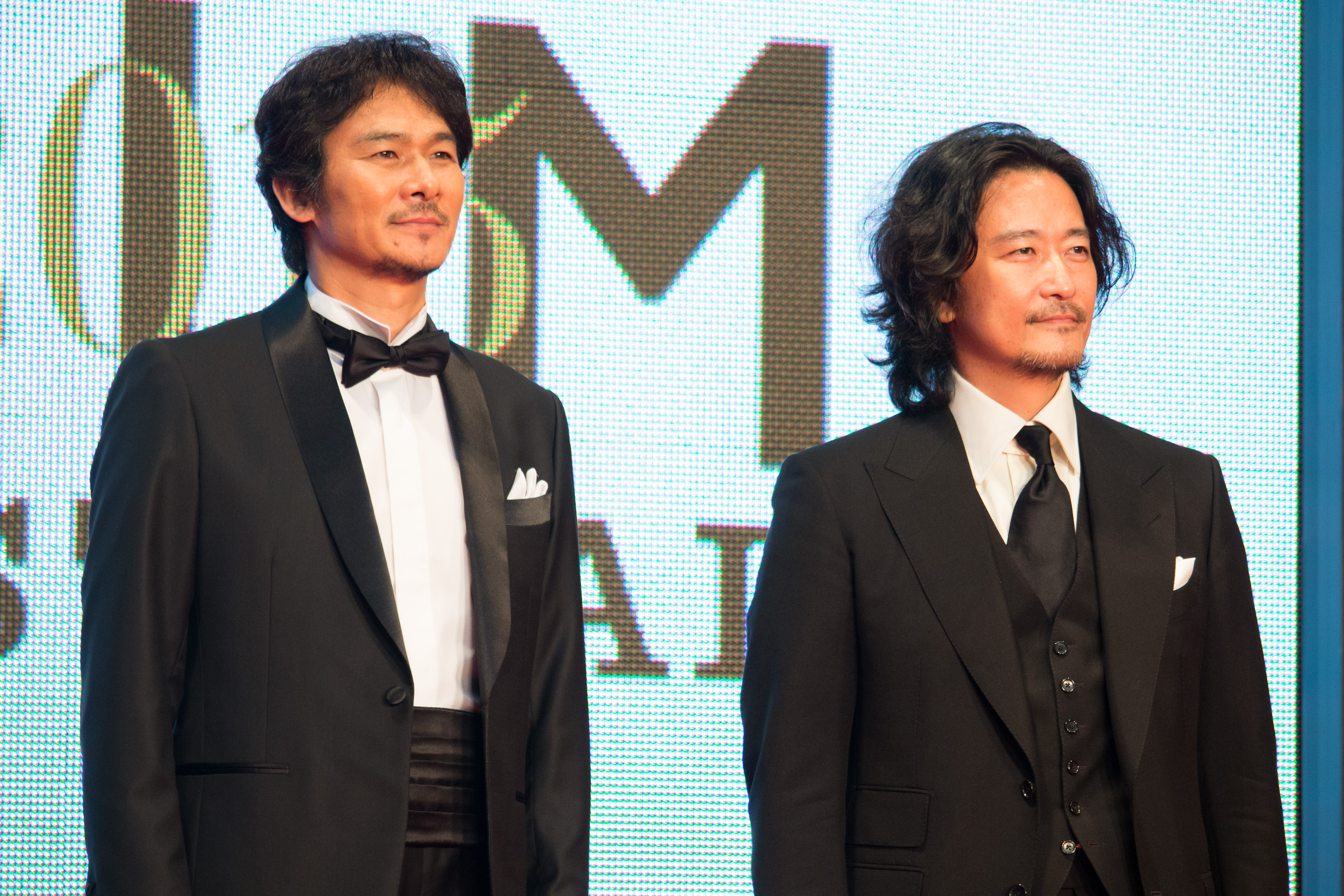
第28回東京国際映画祭オープニング・セレモニーにて、紀里谷和明（右）と伊原剛志（左）。

- ライデン - クライヴ・オーウェン（堀内賢雄）
- バルトーク卿 - モーガン・フリーマン（坂口芳貞）
- コルテス副官 - クリフ・カーティス（竹田雅則）
- ギザ・モット - アクセル・ヘニー（烏丸祐一）
- イトー - 伊原剛志（木下浩之）
- オーギュスト卿 - アン・ソンギ（やまむらいさと）
- 皇帝 - ペイマン・モアディ（英語版）（宮内敦士）
- ハンナ - パク・シヨン
- ガブリエル - ノア・シルヴァー
- ナオミ - アイェレット・ゾラー（土井真理）
- リリー - ローズ・カトン（永宝千晶）
- スリム・タリー - ジョルジョ・カプート（イタリア語版）
- ファット・ジム - ジェイムズ・バブソン
- マリア - ショーレ・アグダシュルー（仲村かおり）
- ヨシヤ - マイク・ロンバルディ（英語版）
- ロドリゴ - ダニエル・アデグボイエガ
- オラフ - デイブ・レジェノ
- シモン - ヴァル・ローレン
- 会計士 - ピーター・ホスキン（宮崎敦吉）

## 製作
韓国のソビックグローバルコンテンツ投資組合（CJエンターテイメント、ロッテ、チャンネルA、MBN）の出資によってアメリカ合衆国のライオンズゲートにより製作された。また、劇場用ポスターには「DMM.com presents」と表記されており、同社が多額の投資をしている。先行試写会がDMM.comの社員向けに行われた。
監督の紀里谷は、2009年の『GOEMON』公開後にマイケル・コニーヴェスから脚本を渡され、「スピート感があり、描かれている本質に惹かれた」と本作への参加を決めた。当初の脚本では日本を舞台に登場人物が全員日本人の設定だったが、シェイクスピア作品を日本の物語として製作した黒澤明の『乱』や『蜘蛛巣城』に倣い、「その逆に挑戦してみようと思った」として、舞台が西欧風の封建国家に変更された。
スタッフ・キャストは17か国から集められ、クライヴ・オーウェンとモーガン・フリーマンは脚本を読み「面白い」と出演を承諾している。しかし、同じく『忠臣蔵』を題材にした『47RONIN』の企画が同時期に進んでいたため、ハリウッドの大手スタジオの協力が得られなくなり、スポンサーやキャスト・スタッフを集めるまでに2年間かかったという。
フリーマンが演じるバルトーク卿は『忠臣蔵』の浅野内匠頭に相当するが、浅野とフリーマンの年齢差（約30歳）が大きい点について、当初は若手俳優の起用も検討されていたが「若いと機能しなかったので、モーガンにした」と語っており、バルトーク卿の年齢もフリーマンの年齢に近い70歳代に設定されている。また、フリーマンはアフリカ系アメリカ人の歴史的背景を念頭に「こういう役（貴族役）は最初で最後だろう」と語っている。
アクションシーンについてはCGを使用せず、俳優が生身で演じている。アクション監督は『オールド・ボーイ』『ブラザーフッド』のチャン・ドゥホン。
2012年11月にチェコのプラハで古城や修道院などで撮影が行われた。元々はインドで撮影する予定だったが、諸事情により断念している。撮影では「自分の国にそういう精神（武士道に類するもの＝騎士道、愛国心）があるはずだ」として、各国のキャストから「サムライの事を勉強した方がいいか」という質問があった際には「そういうことはしなくていい」と指示している。撮影中、紀里谷は演出や製作費のことで精神的に追い詰められていたが、フリーマンから「いろんな監督とやってきたけど、君は全然大丈夫だから」と励ましの言葉をかけてもらい、撮影を続けることが出来たと語っている。

## 日本公開
日本では2015年11月14日に公開され、14日・15日の国内映画ランキング（興行通信社調べ）で第12位となった。
また、日本CMテーマソングとしてX JAPANの「BORN TO BE FREE」が採用された。